# As Time Goes By (cançó)
"As Time Goes By" és una cançó escrita per Herman Hupfeld el 1931. Es va fer famosa quan va aparèixer a la pel·lícula de Warner Bros. Casablancade 1942 interpretada per Dooley Wilson com Sam. La cançó s'ha convertit en la sintonia de Warner Bros i s'ha utilitzat com a tal en els logotips de producció al començament de moltes de les seves pel·lícules des de 1999, així com els logotips de tancament a la majoria de programes de Warner Bros. Television des del 2003. Va ser també el títol i la cançó temàtica de la sèrie de comèdia romàntica britànica As Time Goes By.
AFI la va classificar entre les seves "100 millors" cançons de pel·lícules votada núm. 2 al la seva llista AFI's 100 Years... 100 Songs, (només superada per "Over the Rainbow" de Judy Garland). National Public Radio la va incloure al seu "NPR 100", una llista del 1999 de les obres musicals americanes més importants del segle xx, compilades pels editors de música de NPR. La cançó és un reflex popular de la nostàlgia i s'utilitza sovint en pel·lícules i sèries que reflecteixen aquest sentiment. Aquesta cançó també va ser rearranjada per Minami Takayama a Love Live! The School Idol Movie quan Honoka Kousaka es va perdre a la ciutat de Nova York fins que la va veure cantar.

## Antecedents
Herman Hupfeld va escriure "As Time Goes By" per al musical de Broadway Everybody's Welcome del 1931. A l'espectacle original, va ser cantada per Frances Williams. Va ser gravat aquell any per diversos artistes, entre ells Rudy Vallée i Binnie Hale, i es van realitzar gravacions orquestrals per Jacques Renard i Fred Rich. Pel que fa a la popularitat en aquell moment, va ser un èxit modest. Elisabeth Welch va incloure la cançó al seu acte de cabaret poc després de la seva publicació.
La cançó es va introduir de nou a la pel·lícula Casablanca de 1942, on va ser cantada per Sam, interpretat per Dooley Wilson; l'acompanyament al piano de Sam va ser interpretat pel pianista Elliot Carpenter. La melodia s'escolta durant tota la pel·lícula com a leitmotiv. Wilson no va poder fer una gravació comercial de la cançó en aquell moment a causa de la vaga de músics de 1942-44. Incapaç de gravar noves versions de la cançó, RCA Victor va reeditar la gravació de 1931 per Rudy Vallée, i es va convertir en un número ú, onze anys després de la seva publicació original. Brunswick també va reeditar la gravació de Jacques Renard del 1931.
Hupfeld va viure tota la seva vida a Montclair, Nova Jersey, i va ser un client habitual de Robin Hood Inn, una taverna construïda el 1922 a Valley Road, aleshores part de Upper Montclair. Va passar moltes hores al piano i va escriure diverses de les seves cançons en aquesta taverna, actualment Valley Regency. Una placa al segon pis del Valley Regency Catering Facility de Clifton, Nova Jersey, commemora la cançó. Va escriure més de cent cançons, incloent-hi "Let's Put Out the Lights and Go to Sleep", i la popular cançó de la Gran Depressió "Are You Making Any Money?"

## Composició i lletra
La cançó original de la pel·lícula cantada i interpretada per "Sam" es va gravar en Re bemoll major, però des d'aleshores s'ha tocat en diverses claus, comunament Do major, però també en Si bemoll major, com en l'enregistrament de Frank Sinatra, i altres claus, incloent La major i Mi bemoll major, la clau en la qual es va publicar originalment la cançó.
A Casablanca, Wilson canta el cor ("You must remember this..."), però no canta el vers ("This day and age we're living in..."). Les línies omeses es refereixen a Albert Einstein.